# Magyarország települései: Zs
| Név            | Típus      | Vármegye               | Kistérség       | Nép. | Irsz. |
| -------------- | ---------- | ---------------------- | --------------- | ---- | ----- |
| Zsadány        | község     | Békés                  | Sarkadi         | 1807 | 5537  |
| Zsáka          | nagyközség | Hajdú-Bihar            | Berettyóújfalui | 1717 | 4142  |
| Zsámbék        | város      | Pest                   | Pilisvörösvári  | 4748 | 2072  |
| Zsámbok        | község     | Pest                   | Gödöllői        | 2430 | 2116  |
| Zsana          | község     | Bács-Kiskun            | Kiskunhalasi    | 900  | 6411  |
| Zsarolyán      | község     | Szabolcs-Szatmár-Bereg | Fehérgyarmati   | 460  | 4961  |
| Zsebeháza      | község     | Győr-Moson-Sopron      | Csornai         | 149  | 9346  |
| Zsédeny        | község     | Vas                    | Sárvári         | 215  | 9635  |
| Zselickisfalud | község     | Somogy                 | Kaposvári       | 279  | 7477  |
| Zselickislak   | község     | Somogy                 | Kaposvári       | 336  | 7400  |
| Zselicszentpál | község     | Somogy                 | Kaposvári       | 408  | 7474  |
| Zsennye        | község     | Vas                    | Szombathelyi    | 102  | 9766  |
| Zsira          | község     | Győr-Moson-Sopron      | Sopron–Fertődi  | 770  | 9476  |
| Zsombó         | nagyközség | Csongrád-Csanád        | Szegedi         | 3368 | 6792  |
| Zsujta         | község     | Borsod-Abaúj-Zemplén   | Abaúj–Hegyközi  | 196  | 3897  |
| Zsurk          | község     | Szabolcs-Szatmár-Bereg | Kisvárdai       | 787  | 4627  |